# Derambila galactina
Derambila galactina är en fjärilsart som beskrevs av Thierry-mieg 1910. Derambila galactina ingår i släktet Derambila och familjen mätare. Inga underarter finns listade i Catalogue of Life.